# Gustave Charpentier
Gustave Charpentier, francoski skladatelj, * 25. junij 1860, Dieuze (Moselle), † 18. februar 1956, Pariz, Francija.

## Življenje
Rojen je bil v družini peka. Po študiju na konservatoriju v Lillu se je leta 1881 vpisal na Pariški glasbeni konservatorij, kjer je kompozicijo študiral v razredu Julesa Masseneta. Leta 1887 je za kantato Didon prejel nagrado Prix de Rome. Med časom bivanja v Rimu (ob podelitvi nagrade) je skomponiral okrestrsko skladbo Impressions d'Italie in pričel z ustvarjanjem libreta in glasbe, ki je postala njegovo najprepoznavnejše delo - opera Luiza. Opera obravnava življenje francoskega delavskega razreda in jo nekateri muzikologi obravnavajo kot francoski primer veristične opere. Krstna izvedba je bila 2. februarja 1900 pod taktirko Andréja Messagerja in je bila prvo novonastalo delo, ki je bilo izvedeno v pariški hiši Opéra-Comique v 20. stoletju.
Leta 1902 je Charpentier ustanovil t. i. »Conservatoire Populaire Mimi Pinson«, konservatorij, v katerem je nameraval ponuditi brezplačno šolanje za dekleta pariškega delavskega razreda. Istočasno je postajal vedno manj produktiven skladatelj. Komponiral je nadaljevanje k operi Luiza; opera Julien, ou a live de poète pa ob premieri leta 1913 ni doživela tolikšnega uspeha kot Luiza in je bila hitro pozabljena. Od tega časa dalje Charpentier praktično ni več napisal nobene note do konca življenja.

## Opus
- Orkester:
  - Impressions d'Italie. Simfonična suita (1887-89)
  - Munich. Simfonična pesnitev (1911)
- Vokalna dela:
  - Didon. Lirični prizor (1887)
  - La vie du poète. Simfonična drama za soliste, zbor in orkester (1888-89; UA 1892)
  - La chanson du chemin za sopran, tenor, ženski zbor in klavir (1893)
  - Impressions fausses za bariton, moški zbor in orkester (1894)
  - Les fleurs du mal za glas in klavir (1895)
  - Sérénade à Watteau za soliste, zbor in orkester (1896)
  - Le couronnement de la muse za soliste, zbor in orkester (1897)
  - Le chant d'apothéose za soliste, zbor in orkester (1902)
  - La vie féerique. Filmski prizori za glas in orkester (nach 1913)
  - posamezni samospevi
- Opere:
  - Luiza (1889-96, UA 1900)
  - Julien, ou La vie du poète (1913)
  - L'amour au faubourg (okrog 1913, neizvedena)
  - Orphée (dokončani le 2 od 4 dejanj)